# Hyphoraia bicolor
Hyphoraia bicolor là một loài bướm đêm thuộc phân họ Arctiinae, họ Erebidae.